# Siráko
Siráko är en ort i Grekland.   Den ligger i prefekturen Nomós Ioannínon och regionen Epirus, i den centrala delen av landet, 290 km nordväst om huvudstaden Aten. Siráko ligger 1 124 meter över havet och antalet invånare är 270.
Terrängen runt Siráko är varierad. Runt Siráko är det mycket glesbefolkat, med 6 invånare per kvadratkilometer. Närmaste större samhälle är Katsikás, 19,0 km väster om Siráko. Trakten runt Siráko består till största delen av jordbruksmark.